# Obninsk
Obninsk (ros. Обнинск) – miasto w środkowej Rosji, w obwodzie kałuskim, nad Protwą. Od 1956 roku miasto. Około 117 tys. mieszkańców (2020). Jest to jeden z większych ośrodków naukowych w Rosji. 
W Obninsku mieści się Centrum Szkoleniowe WCN-S MW "Akademia Marynarki Wojennej". Znajduje tu się stacja kolejowa Obninskoje, położona na linii Moskwa – Briańsk – Kijów.

## Historia
26 czerwca 1954 roku uruchomiono tu pierwszą na świecie elektrownię jądrową.
Znajdowała się tam także ruchoma elektrownia jądrowa TES-3 o mocy 1,5 MW(e).

## Miasta partnerskie
- Oak Ridge
- Wisaginia
- Mianyang